# اچ‌ام‌اس اولرزفورد (جی۰۶)
اچ‌ام‌اس اولرزفورد (جی۰۶) (به انگلیسی: HMS Alresford (J06)) یک کشتی بود که طول آن ۲۳۱ فوت (۷۰ متر) بود. این کشتی در سال ۱۹۱۹ ساخته شد.